# Paracondyloides flavofasciatus
Paracondyloides flavofasciatus là một loài bọ cánh cứng trong họ Cerambycidae.